# Camuffamento

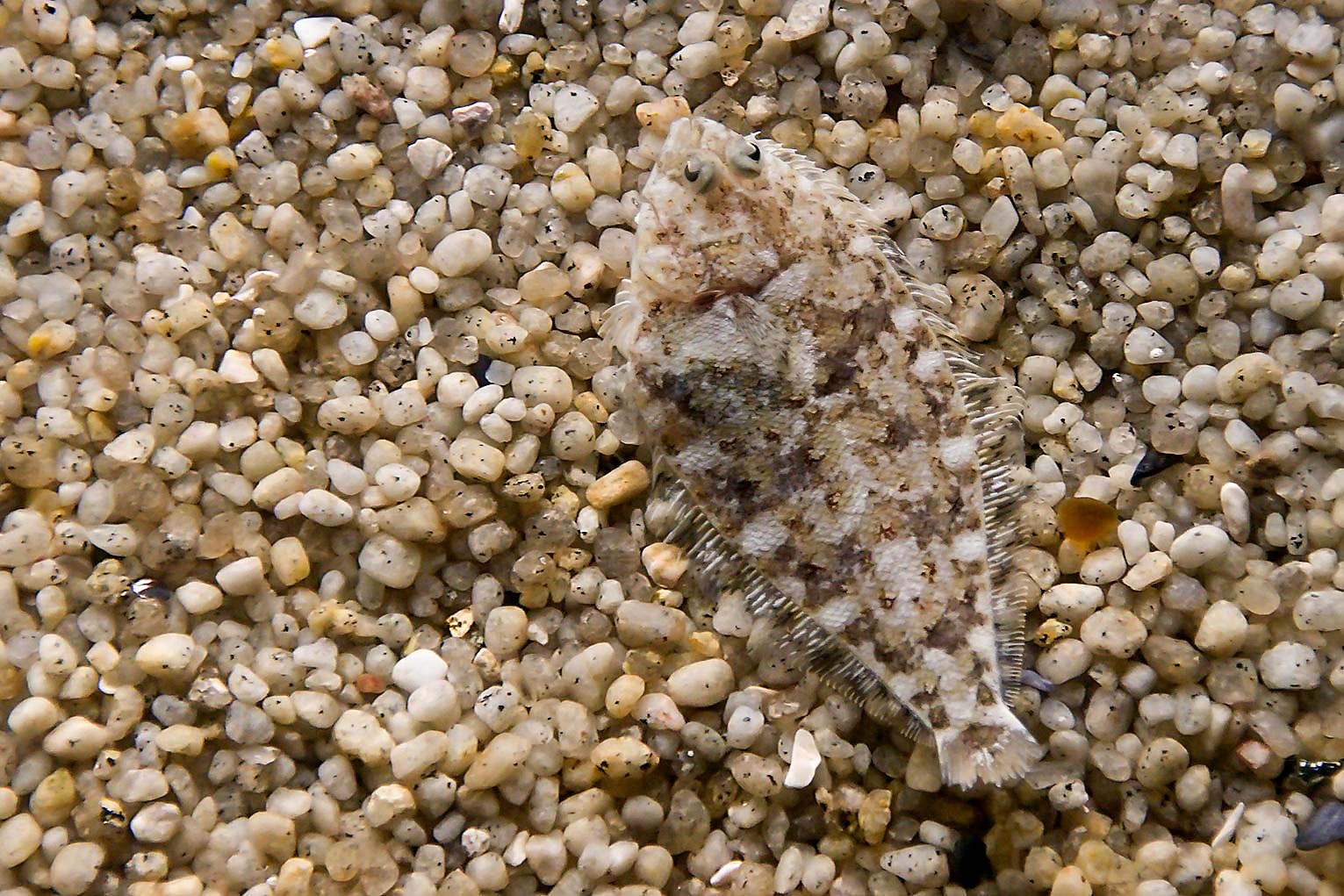
Una sogliola si camuffa nella ghiaia del fondo del mare, grazie alla colorazione della pelle

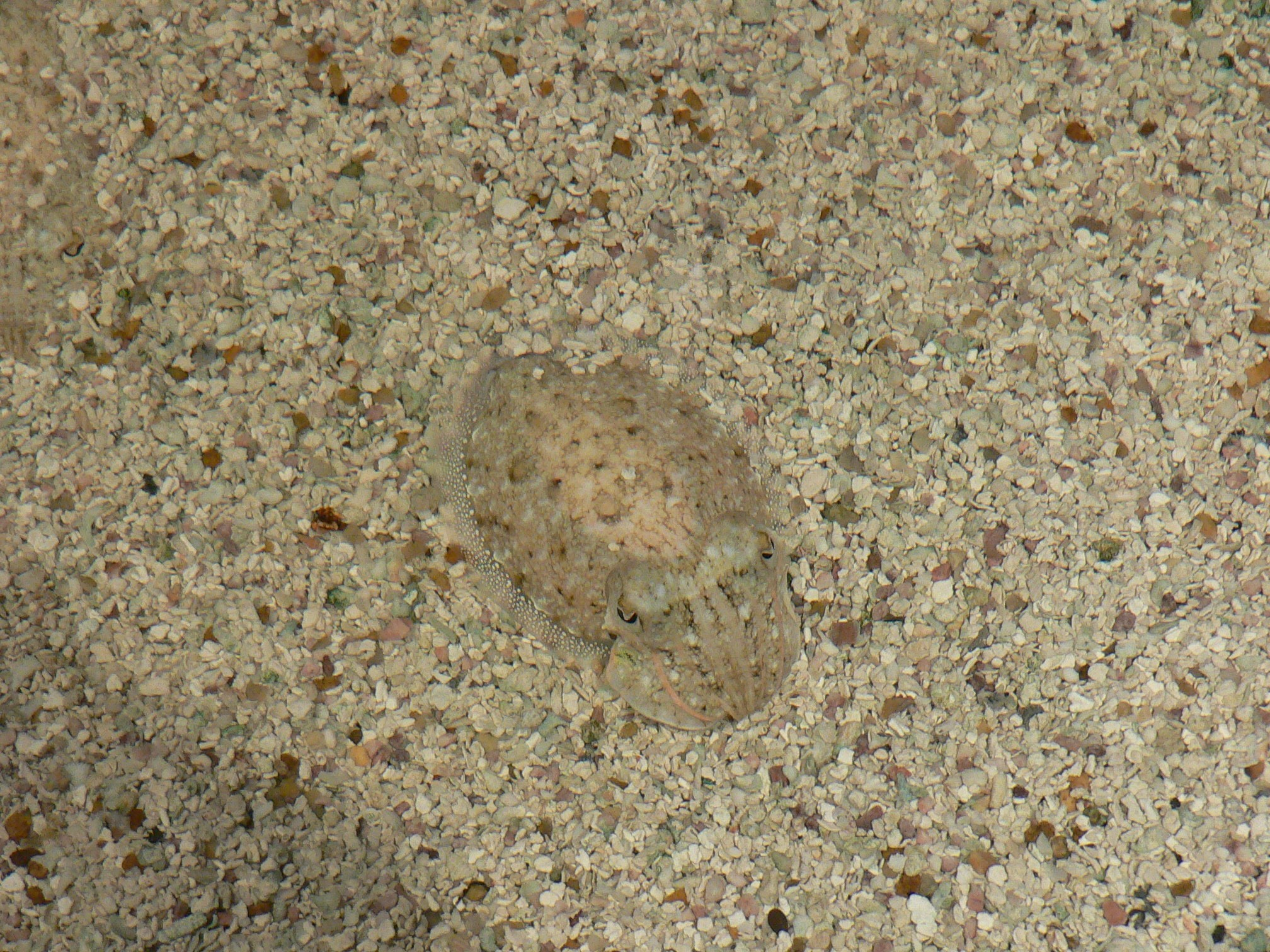
Una seppia nascosta sotto la sabbia

Il camuffamento è un metodo di occultamento alla vista, basato sulla capacità (naturale o artificiale) di confondendersi con l'ambiente circostante, che consente ad alcuni animali, ma anche a soldati, militari, ecc. e ai vari oggetti altrimenti potenzialmente visibili, di rendersi invisibili e/o di non attirare l'attenzione, del nemico, della preda, del predatore, ecc.

## Tecnica

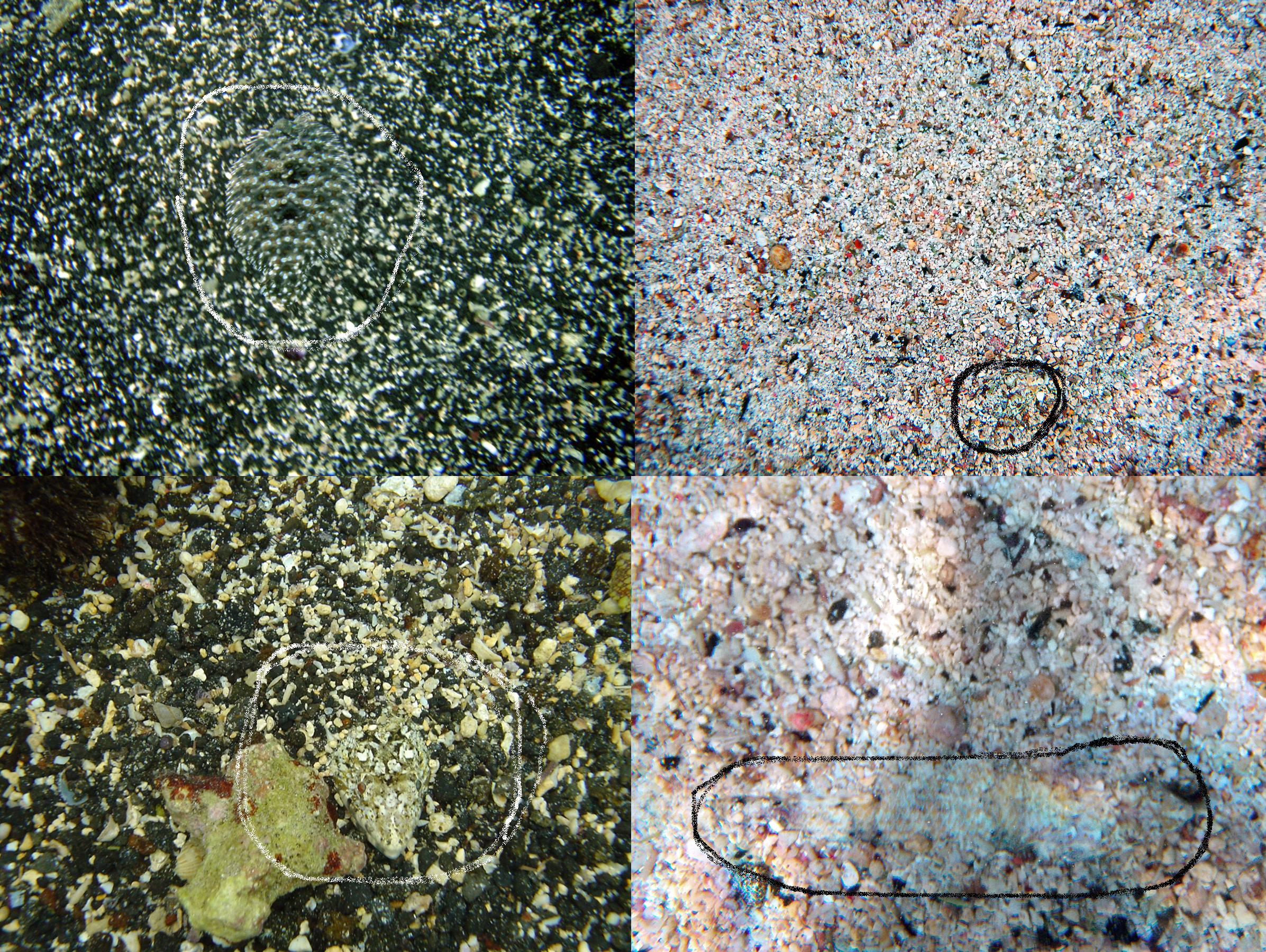
Esempio di camuffamentodi alcuni animali nella sabbia

I tre fattori principali che vengono presi in considerazione quando si utilizza il camuffamento, sono il colore, la brillantezza e la forma. Ad esempio, un oggetto camuffato artificialmente, deve avere un colore il più possibile somigliante a quello dell'ambiente in cui si trova vicino, le eventuali superfici troppo riflettenti vanno coperte o brunite in modo da evitare riflessi luminosi, e la forma viene dissimulata, ad esempio mediante l'applicazione di strisce di stoffa irregolari, in modo che si confonda con lo sfondo della vegetazione, così l'identificazione dell'oggetto da una certa distanza risulti assai difficile.

### Considerazioni
Differente del camuffamento è la mimetizzazione, una delle tecniche di mimetismo, cioè di imitazione, che intende la capacità di ingannare per trarne un vantaggio evolutivo nella specie animale e/o vegetale. Il camuffamento invece è una tecnica con la quale alcune specie, veicoli e persone, tentano di dissimulare la loro natura, imitando gli aspetti esteriori di altre.

### Camuffamento degli animali
Gli animali ricorrono al camuffamento o mimetismo criptico in molti altri ambiti con tecniche di mimetismo nascondendosi sotto la sabbia o con altri metodi, come le mosche imitatrici.
Tra gli esempi si possono annoverare il manto chiazzato del leopardo e le farfalle che assomigliano a foglie. Il camuffamento è una forma di inganno visivo;
Secondo la teoria della selezione naturale concepita da Charles Darwin, un tratto fenotipico come quello del camuffamento, ovvero possedere caratteristiche tali da confondersi con l'ambiente circostante, possono aiutare un animale a sopravvivere e la proprietà tenderà a propagarsi a tutte le generazioni successive.

### Il camuffamento militare

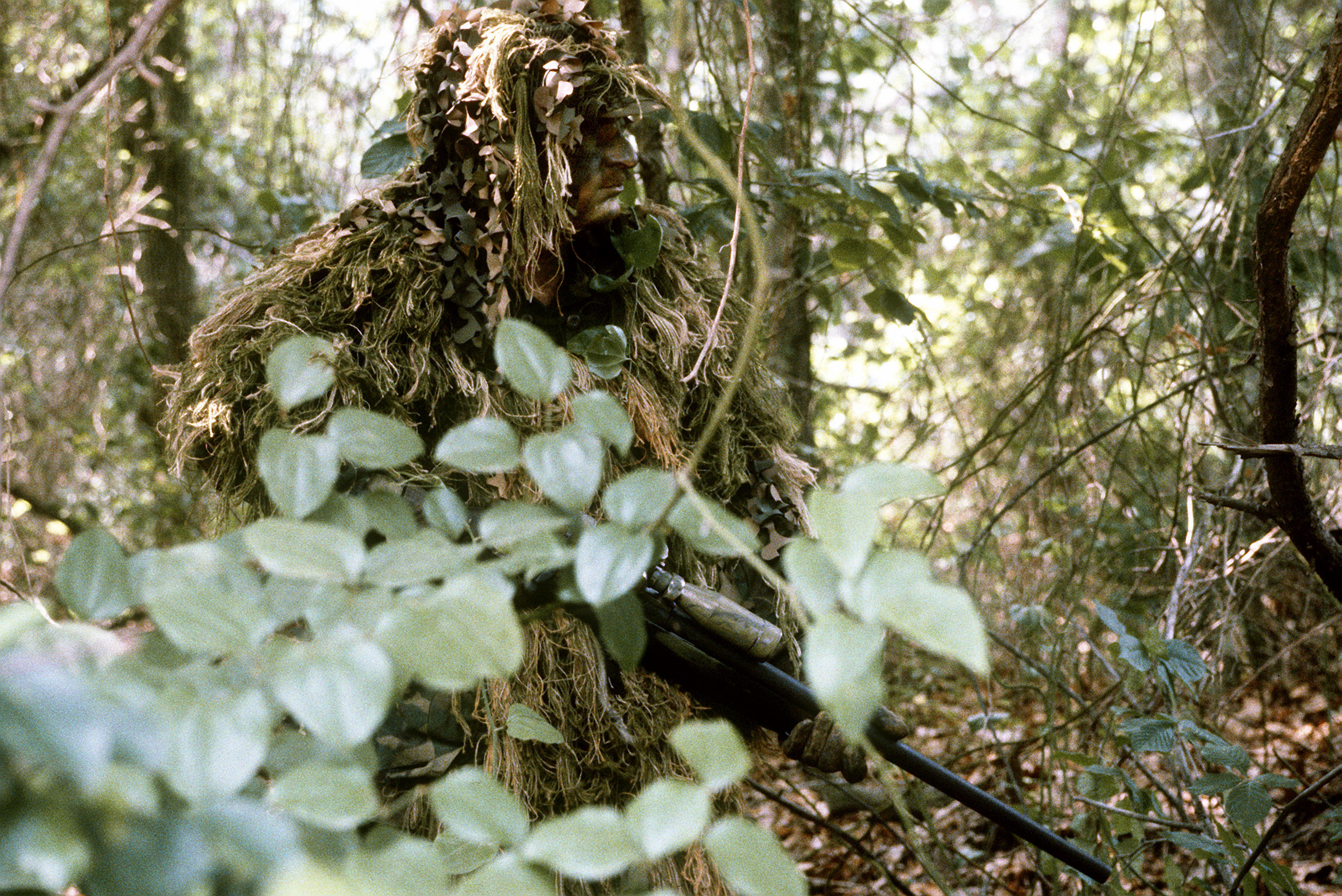
Un tiratore scelto con la divisa mimetica chiamata ghillie suit

Il camuffamento militare è una della vasta serie di tecniche di inganno e occultamento da tutti i metodi di scoperta, compresi quelli che utilizzano il suono o sono basati sul radar, casi in cui vengono usati dei dispositivi ingannatori (decoy in inglese) o di disturbo elettronico (in inglese radar jamming).
Esempio tipico è la tenuta detta "mimetica" dei soldati moderni.